# Tumbiscatío
Tumbiscatío är en kommun i Mexiko.   Den ligger i delstaten Michoacán de Ocampo, i den södra delen av landet, 400 km väster om huvudstaden Mexico City.
Följande samhällen finns i Tumbiscatío:
- La Mira Tumbiscatio
- Las Playitas
- El Platanal
- Graciano Sánchez